# 武蔵増戸駅
武蔵増戸駅（むさしますこえき）は、東京都あきる野市伊奈にある、東日本旅客鉄道（JR東日本）五日市線の駅である。駅番号はJC 85。の駅。八王子支社管轄の駅。
あきる野市の中部、旧五日市町の東部に位置する。

## 歴史
- 1925年（大正14年）
  - 4月21日：五日市鉄道 拝島 - 武蔵五日市間の開通と同時に増戸駅（ますこえき）として開業し、旅客および貨物の取扱を開始する[3]。
  - 5月16日：武蔵増戸駅に改称する[3]。
- 1940年（昭和15年）10月3日：南武鉄道への合併により同社の駅となる[2]。
- 1944年（昭和19年）4月1日：南武鉄道の戦時買収私鉄指定による国有化により、運輸通信省五日市線の駅となる[2]。
- 1958年（昭和33年）11月1日：貨物の取扱を廃止する[3]。
- 1971年（昭和46年）2月1日：荷物扱い廃止[3]。
- 1987年（昭和62年）4月1日：国鉄分割民営化に伴い、東日本旅客鉄道（JR東日本）の駅となる[2][3]。
- 1997年（平成9年）2月10日：自動改札機を設置し、供用開始[4]。
- 1999年（平成11年）4月13日：みどりの窓口営業開始[5]。
- 2001年（平成13年）11月18日：ICカード「Suica」の利用が可能となる[広報 1]。
- 2006年（平成18年）3月16日：みどりの窓口の営業を終了し、「もしもし券売機Kaeruくん」が設置される[6]。
- 2010年（平成22年）11月：駅舎改築工事が開始される[7]。
- 2011年（平成23年）3月28日：新駅舎の供用を開始[8]。
- 2012年（平成24年）1月30日：「もしもし券売機Kaeruくん」を廃止、多機能券売機を設置。

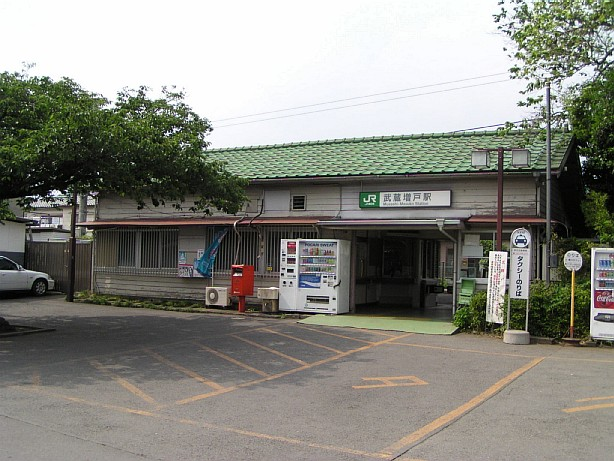
木造の旧駅舎（2005年6月）
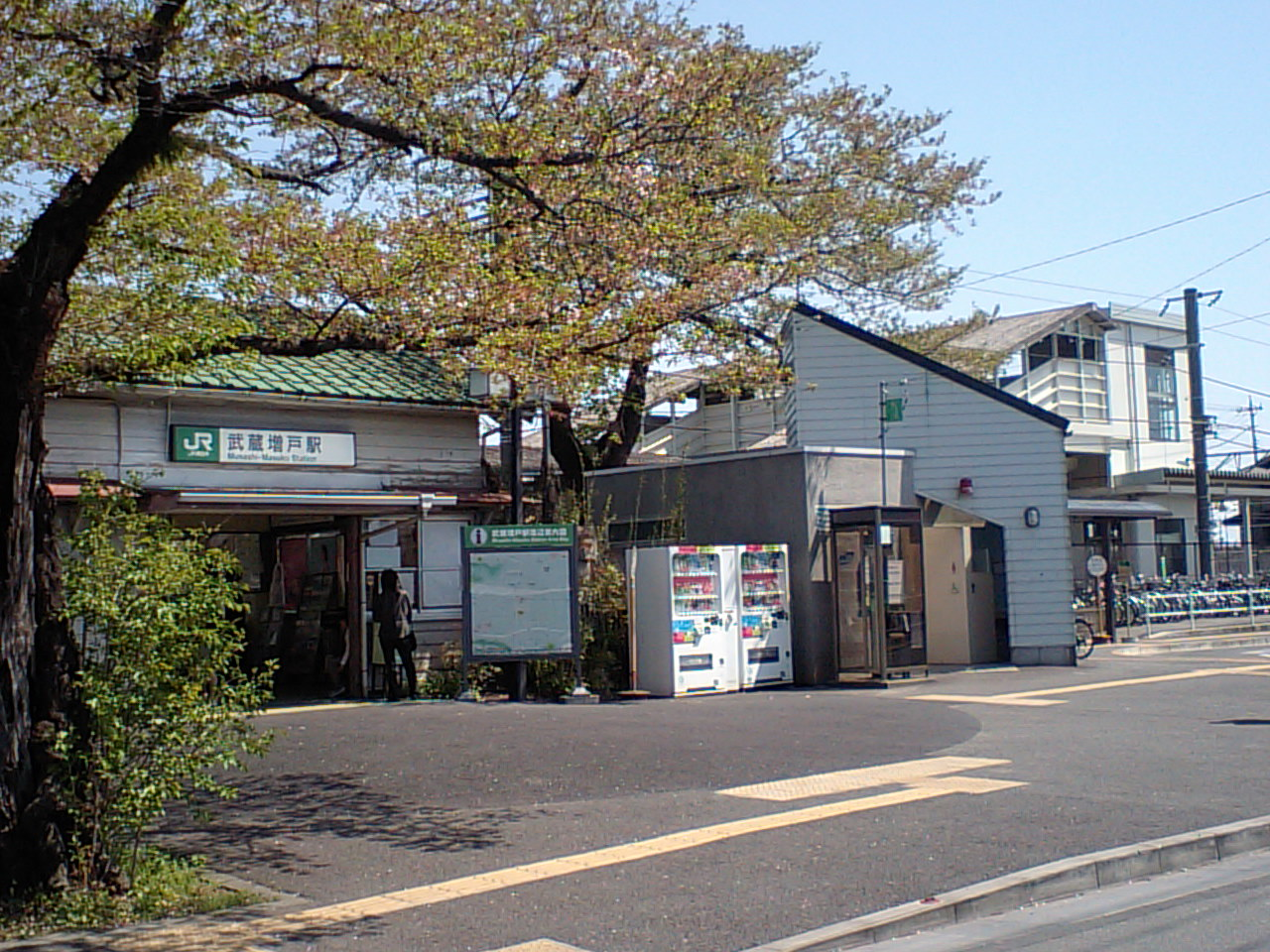
駅舎改築前の駅前の様子（2010年4月）

## 駅構造
単式ホーム1面1線と島式ホーム1面2線、合計2面3線のホームを有する地上駅だが、うち1線はホームに柵が設置され客扱いはできない。駅舎側が単式ホームの1番線で、島式ホームの内側が2番線である。島式ホームの外側に柵で仕切られた線路がある（上り1番線）。ホーム間はエレベーターつき跨線橋で結ばれている。ホームは最長6両対応に対して、屋根は約3両分に留まる。
JR東日本ステーションサービスが業務を受託する業務委託駅で、拝島駅が当駅を管理している。駅舎内部には自動券売機や自動改札機が設置されている。2006年にみどりの窓口が廃止され、その代替として「もしもし券売機Kaeruくん」が設置されたが、2012年1月30日をもって営業終了し撤去された。
人員削減のため駅員は、武蔵引田駅との交代制。時間により交代し、駅員がいない時間がある。

### のりば
| 番線 | 路線     | 方向 | 行先           |
| ---- | -------- | ---- | -------------- |
| 1    | 五日市線 | 下り | 武蔵五日市方面 |
| 2    | 五日市線 | 上り | 拝島・立川方面 |

（出典：JR東日本:駅構内図）

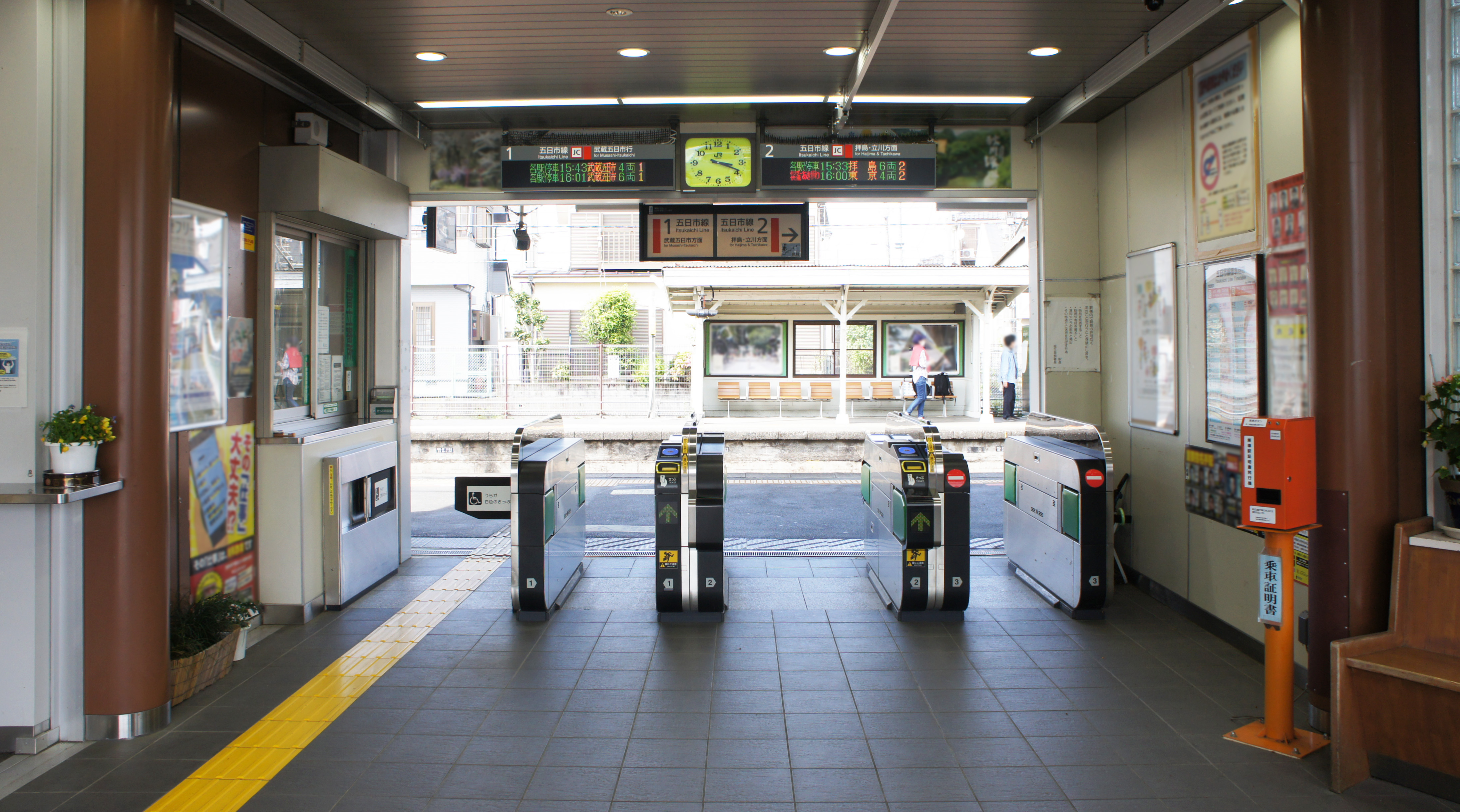
改札口（2021年4月）
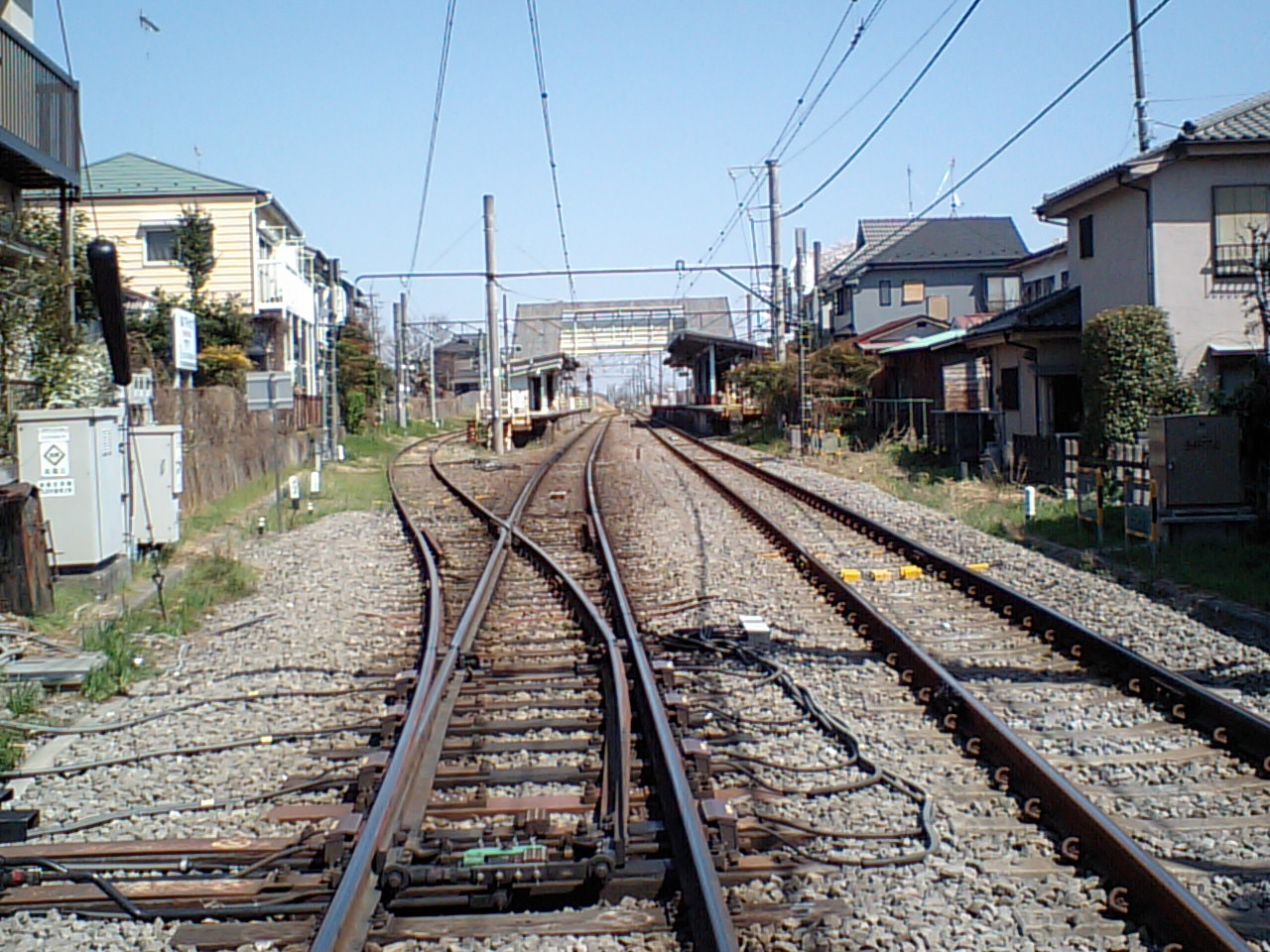
武蔵五日市駅寄りの踏切から見た構内（2011年4月）
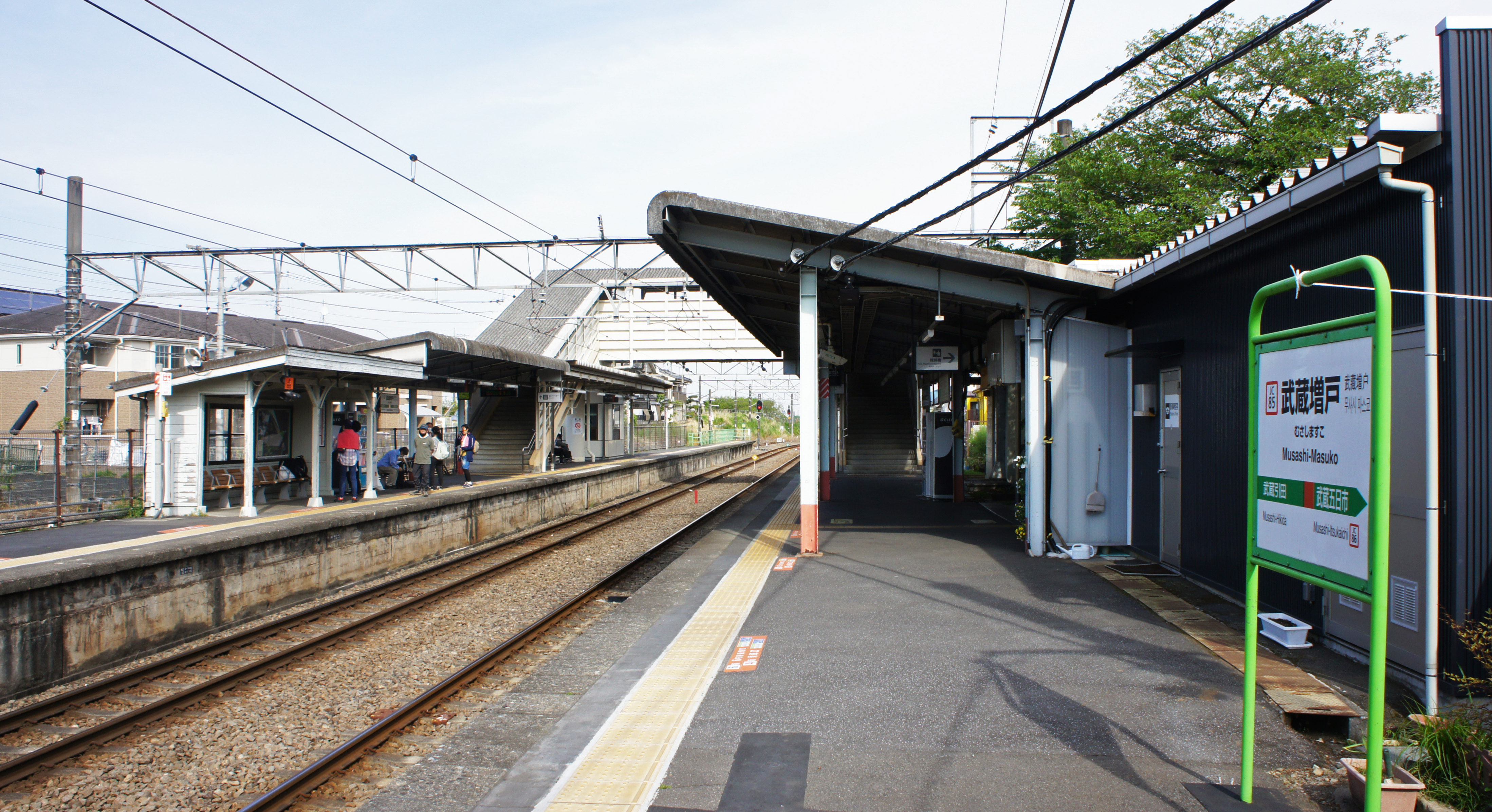
ホーム（2021年4月）

## 利用状況
2023年度（令和5年度）の1日平均乗車人員は2,298人である。
1953年度（昭和28年度）以降の1日平均乗車人員の推移は以下の通り。
| 年度               | 1日平均 乗車人員 | 出典     |
| ------------------ | ---------------- | -------- |
| 1953年（昭和28年） | 514              | [ * 1 ]  |
| 1954年（昭和29年） | 546              | [ * 2 ]  |
| 1955年（昭和30年） | 598              | [ * 3 ]  |
| 1956年（昭和31年） | 655              | [ * 4 ]  |
| 1957年（昭和32年） | 698              | [ * 5 ]  |
| 1958年（昭和33年） | 761              | [ * 6 ]  |
| 1959年（昭和34年） | 830              | [ * 7 ]  |
| 1960年（昭和35年） | 878              | [ * 8 ]  |
| 1961年（昭和36年） | 977              | [ * 9 ]  |
| 1962年（昭和37年） | 1,059            | [ * 10 ] |
| 1963年（昭和38年） | 1,106            | [ * 11 ] |
| 1964年（昭和39年） | 1,155            | [ * 12 ] |
| 1965年（昭和40年） | 1,189            | [ * 13 ] |
| 1966年（昭和41年） | 1,327            | [ * 14 ] |
| 1967年（昭和42年） | 1,381            | [ * 15 ] |
| 1968年（昭和43年） | 1,402            | [ * 16 ] |
| 1969年（昭和44年） | 1,469            | [ * 17 ] |
| 1970年（昭和45年） | 1,490            | [ * 18 ] |
| 1971年（昭和46年） | 1,561            | [ * 19 ] |
| 1972年（昭和47年） | 1,590            | [ * 20 ] |
| 1973年（昭和48年） | 1,679            | [ * 21 ] |
| 1974年（昭和49年） | 1,899            | [ * 22 ] |
| 1975年（昭和50年） | 2,038            | [ * 23 ] |
| 1976年（昭和51年） | 2,139            | [ * 24 ] |
| 1977年（昭和52年） | 2,134            | [ * 25 ] |
| 1978年（昭和53年） | 2,299            | [ * 26 ] |
| 1979年（昭和54年） | 2,315            | [ * 27 ] |
| 1980年（昭和55年） | 2,287            | [ * 28 ] |
| 1981年（昭和56年） | 2,548            | [ * 29 ] |
| 1982年（昭和57年） | 2,466            | [ * 30 ] |
| 1983年（昭和58年） | 2,529            | [ * 31 ] |
| 1984年（昭和59年） | 2,626            | [ * 32 ] |
| 1985年（昭和60年） | 2,666            | [ * 33 ] |
| 1986年（昭和61年） | 2,852            | [ * 34 ] |
| 1987年（昭和62年） | 2,986            | [ * 35 ] |
| 1988年（昭和63年） | 3,134            | [ * 36 ] |
| 1989年（平成元年） | 3,211            | [ * 37 ] |
| 1990年（平成02年） | 3,381            | [ * 38 ] |
| 1991年（平成03年） | 3,485            | [ * 39 ] |
| 1992年（平成04年） | 3,518            | [ * 40 ] |
| 1993年（平成05年） | 3,559            | [ * 41 ] |
| 1994年（平成06年） | 3,542            | [ * 42 ] |
| 1995年（平成07年） | 3,503            | [ * 43 ] |
| 1996年（平成08年） | 3,468            | [ * 44 ] |
| 1997年（平成09年） | 3,427            | [ * 45 ] |
| 1998年（平成10年） | 3,342            | [ * 46 ] |
| 1999年（平成11年） | 3,251            | [ * 47 ] |
| 2000年（平成12年） | 3,199            | [ * 48 ] |
| 2001年（平成13年） | 3,147            | [ * 49 ] |
| 2002年（平成14年） | 3,041            | [ * 50 ] |
| 2003年（平成15年） | 2,952            | [ * 51 ] |
| 2004年（平成16年） | 2,920            | [ * 52 ] |
| 2005年（平成17年） | 2,886            | [ * 53 ] |
| 2006年（平成18年） | 2,835            | [ * 54 ] |
| 2007年（平成19年） | 2,799            | [ * 55 ] |
| 2008年（平成20年） | 2,699            | [ * 56 ] |
| 2009年（平成21年） | 2,655            | [ * 57 ] |
| 2010年（平成22年） | 2,660            | [ * 58 ] |
| 2011年（平成23年） | 2,633            | [ * 59 ] |
| 2012年（平成24年） | 2,651            | [ * 60 ] |
| 2013年（平成25年） | 2,681            | [ * 61 ] |
| 2014年（平成26年） | 2,630            | [ * 62 ] |
| 2015年（平成27年） | 2,634            | [ * 63 ] |
| 2016年（平成28年） | 2,603            | [ * 64 ] |
| 2017年（平成29年） | 2,597            | [ * 65 ] |
| 2018年（平成30年） | 2,584            | [ * 66 ] |
| 2019年（令和元年） | 2,481            | [ * 67 ] |
| 2020年（令和02年） | 1,875            |          |
| 2021年（令和03年） | 1,989            |          |
| 2022年（令和04年） | 2,195            |          |
| 2023年（令和05年） | 2,298            |          |

## 駅周辺
- 大悲願寺
- 横沢入
- 五日市ファインプラザ
- 土屋美術館
- あきる野市役所増戸連絡所
- 秋川消防署
- あきる野市立増戸小学校
- あきる野市立増戸中学校
- 五日市警察署 本宿駐在所

金融機関など
- 増戸郵便局
- 五日市伊奈郵便局
- JAあきがわ 増戸支店
- 青梅信用金庫 増戸支店
- 西武信用金庫 日の出支店

主な店舗
- セブンイレブン あきる野伊奈店
- セブンイレブン あきる野増戸店
- いなげや あきる野北伊奈店
- オザム 日の出店
- ウェルパーク あきる野伊奈店
- コメリハード＆グリーン あきる野伊奈店
- 業務スーパー あきる野店
- ファミリーマート 日の出山田通り店

## 隣の駅
東日本旅客鉄道（JR東日本）
 五日市線
武蔵引田駅 (JC 84) - 武蔵増戸駅 (JC 85) - 武蔵五日市駅 (JC 86)

### 記事本文

##### 広報資料・プレスリリースなど一次資料
1. ↑  “Suicaご利用可能エリアマップ（2001年11月18日当初）” (PDF).   東日本旅客鉄道. 2019年7月27日時点のオリジナルよりアーカイブ。2020年4月27日閲覧。

### 利用状況
1. ↑  東京都統計年鑑 - 東京都
2. ↑  統計 - あきる野市

JR東日本の2000年度以降の乗車人員
1. ↑  各駅の乗車人員（2000年度） - JR東日本
2. ↑  各駅の乗車人員（2001年度） - JR東日本
3. ↑  各駅の乗車人員（2002年度） - JR東日本
4. ↑  各駅の乗車人員（2003年度） - JR東日本
5. ↑  各駅の乗車人員（2004年度） - JR東日本
6. ↑  各駅の乗車人員（2005年度） - JR東日本
7. ↑  各駅の乗車人員（2006年度） - JR東日本
8. ↑  各駅の乗車人員（2007年度） - JR東日本
9. ↑  各駅の乗車人員（2008年度） - JR東日本
10. ↑  各駅の乗車人員（2009年度） - JR東日本
11. ↑  各駅の乗車人員（2010年度） - JR東日本
12. ↑  各駅の乗車人員（2011年度） - JR東日本
13. ↑  各駅の乗車人員（2012年度） - JR東日本
14. ↑  各駅の乗車人員（2013年度） - JR東日本
15. ↑  各駅の乗車人員（2014年度） - JR東日本
16. ↑  各駅の乗車人員（2015年度） - JR東日本
17. ↑  各駅の乗車人員（2016年度） - JR東日本
18. ↑  各駅の乗車人員（2017年度） - JR東日本
19. ↑  各駅の乗車人員（2018年度） - JR東日本
20. ↑  各駅の乗車人員（2019年度） - JR東日本
21. ↑  各駅の乗車人員（2020年度） - JR東日本
22. ↑  各駅の乗車人員（2021年度） - JR東日本
23. ↑  各駅の乗車人員（2022年度） - JR東日本
24. ↑  各駅の乗車人員（2023年度） - JR東日本

東京都統計年鑑
1. ↑  東京都統計年鑑（昭和28年） (PDF)
2. ↑  東京都統計年鑑（昭和29年） (PDF)
3. ↑  東京都統計年鑑（昭和30年） (PDF)
4. ↑  東京都統計年鑑（昭和31年） (PDF)
5. ↑  東京都統計年鑑（昭和32年） (PDF)
6. ↑  東京都統計年鑑（昭和33年） (PDF)
7. ↑  東京都統計年鑑（昭和34年）
8. ↑  東京都統計年鑑（昭和35年）
9. ↑  東京都統計年鑑（昭和36年）
10. ↑  東京都統計年鑑（昭和37年）
11. ↑  東京都統計年鑑（昭和38年）
12. ↑  東京都統計年鑑（昭和39年）
13. ↑  東京都統計年鑑（昭和40年）
14. ↑  東京都統計年鑑（昭和41年）
15. ↑  東京都統計年鑑（昭和42年）
16. ↑  東京都統計年鑑（昭和43年）
17. ↑  東京都統計年鑑（昭和44年）
18. ↑  東京都統計年鑑（昭和45年）
19. ↑  東京都統計年鑑（昭和46年）
20. ↑  東京都統計年鑑（昭和47年）
21. ↑  東京都統計年鑑（昭和48年）
22. ↑  東京都統計年鑑（昭和49年）
23. ↑  東京都統計年鑑（昭和50年）
24. ↑  東京都統計年鑑（昭和51年）
25. ↑  東京都統計年鑑（昭和52年）
26. ↑  東京都統計年鑑（昭和53年）
27. ↑  東京都統計年鑑（昭和54年）
28. ↑  東京都統計年鑑（昭和55年）
29. ↑  東京都統計年鑑（昭和56年）
30. ↑  東京都統計年鑑（昭和57年）
31. ↑  東京都統計年鑑（昭和58年）
32. ↑  東京都統計年鑑（昭和59年）
33. ↑  東京都統計年鑑（昭和60年）
34. ↑  東京都統計年鑑（昭和61年）
35. ↑  東京都統計年鑑（昭和62年）
36. ↑  東京都統計年鑑（昭和63年）
37. ↑  東京都統計年鑑（平成元年）
38. ↑  東京都統計年鑑（平成2年）
39. ↑  東京都統計年鑑（平成3年）
40. ↑  東京都統計年鑑（平成4年）
41. ↑  東京都統計年鑑（平成5年）
42. ↑  東京都統計年鑑（平成6年）
43. ↑  東京都統計年鑑（平成7年）
44. ↑  東京都統計年鑑（平成8年）
45. ↑  東京都統計年鑑（平成9年）
46. ↑  東京都統計年鑑（平成10年） (PDF)
47. ↑  東京都統計年鑑（平成11年） (PDF)
48. ↑  東京都統計年鑑（平成12年）
49. ↑  東京都統計年鑑（平成13年）
50. ↑  東京都統計年鑑（平成14年）
51. ↑  東京都統計年鑑（平成15年）
52. ↑  東京都統計年鑑（平成16年）
53. ↑  東京都統計年鑑（平成17年）
54. ↑  東京都統計年鑑（平成18年）
55. ↑  東京都統計年鑑（平成19年）
56. ↑  東京都統計年鑑（平成20年）
57. ↑  東京都統計年鑑（平成21年）
58. ↑  東京都統計年鑑（平成22年）
59. ↑  東京都統計年鑑（平成23年）
60. ↑  東京都統計年鑑（平成24年）
61. ↑  東京都統計年鑑（平成25年）
62. ↑  東京都統計年鑑（平成26年）
63. ↑  東京都統計年鑑（平成27年）
64. ↑  東京都統計年鑑（平成28年）
65. ↑  東京都統計年鑑（平成29年）
66. ↑  東京都統計年鑑（平成30年）
67. ↑  東京都統計年鑑（平成31年・令和元年）